# Монконтур (кантон, Кот-д’Армор)
Монконту́р (фр. Moncontour) — упраздненный кантон во Франции, в регионе Бретань, департамент Кот-д’Армор. Входил в состав округа Сен-Бриё.
Код INSEE кантона — 2226. Всего в кантон Монконтур входило 10 коммун, из них главной коммуной являлась Монконтур.

## Коммуны кантона
| Коммуна      | Население, чел. (1999) | Почтовый индекс | Код INSEE |
| ------------ | ---------------------- | --------------- | --------- |
| Бреан        | 1271                   | 22510           | 22015     |
| Кессуа       | 3184                   | 22120           | 22258     |
| Монконтур    | 865                    | 22510           | 22153     |
| Пенгили      | 422                    | 22510           | 22165     |
| Сен-Глен     | 555                    | 22510           | 22296     |
| Сен-Каррёк   | 1227                   | 22150           | 22281     |
| Сен-Тримоэль | 319                    | 22510           | 22332     |
| Требри       | 720                    | 22510           | 22345     |
| Треданьель   | 856                    | 22510           | 22346     |
| Энон         | 1733                   | 22150           | 22079     |

## Население
Население кантона на 2006 год составляло 12 255 человек.
| 1962 | 1968 | 1975 | 1982 | 1990 | 1999   | 2006   | 2007 |
| ---- | ---- | ---- | ---- | ---- | ------ | ------ | ---- |
| -    | -    | -    | -    | -    | 11 152 | 12 255 | -    |